# 사라예보로마니야 지방

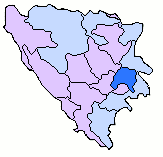
사라예보로마니야 지방의 위치

사라예보로마니야 지방(세르비아어: Сарајевско-романијска регија, 보스니아어: Sarajevsko-romanijska regija, 크로아티아어: Sarajevsko-romanijska regija)은 보스니아 헤르체고비나를 구성하는 국가 및 지역인 스릅스카 공화국에 속해 있는 지방 가운데 하나로, 행정 중심지는 소콜라츠이며 보스니아 헤르체고비나 중부에 위치한다. 흔히 소콜라츠 지방(세르비아어: Соколац, 보스니아어: Sokolac, 크로아티아어: Sokolac)이라고 부르기도 한다.

## 지방 자치체
8개 지방 자치체를 관할한다.
1. 한피예사크 (Han Pijesak)
2. 이스토치나일리자 (Istočna Ilidža)
3. 이스토치니스타리그라드 (Istočni Stari Grad)
4. 이스토치노노보사라예보 (Istočno Novo Sarajevo)
5. 팔레 (Pale)
6. 로가티차 (Rogatica)
7. 소콜라츠 (Sokolac)
8. 트르노보 (Trnovo)